# Nekoosa
Nekoosa è una città degli Stati Uniti d'America, situata in Wisconsin, nella Contea di Wood.